# Pala Alta
La Pala Alta (1.933 metri s.l.m.) è una montagna delle Alpi, appartenente al Gruppo della Schiara nelle Dolomiti Meridionali di Zoldo. 
Si trova in Veneto (Provincia di Belluno), tra il confine dei comuni di Sedico e di Belluno,all'interno del Parco nazionale delle Dolomiti Bellunesi.

## Caratteristiche
Montagna imponente e localmente celebre, precipita verso nord sulla valle del Cordevole con una parete verticale di oltre 600 metri, mentre a sud distende pendii più docili ma comunque dirupati verso la Val Belluna, lungo i quali sale il sentiero che conduce alla cima. Il panorama dalla vetta è a 360 gradi, con una delle visuali più complete sul celebre appicco della cima del Burel.
Dal fondovalle si riconosce il caratteristico cubo di pietra che si trova quasi sulla cima, conosciuto come la “Baréta del Prete”, che si staglia sopra fette di montagna poste una sull'altra e inclinate di quarantacinque gradi. 

## Salita alla vetta
L'escursione che parte dalla località Pian di Fraina è faticosa ma facile (circa 2,5-3 ore), tranne nel tratto finale tra l'anticima e la cima vera e propria che può essere insidioso in presenza di ghiaccio. Si può salire alla cima anche partendo da Tisoi attraverso Casera Zoppa.
Lungo il versante nord, che precipita selvaggio sopra la Val de Piero, sono state tracciate tre vie di arrampicata: la prima lungo il marcato sperone a destra dell'incavo centrale (S. Arban, G. Caldart e compagni nel 1946; 500 m, IV e V su roccia discreta), la seconda sale nel centro della concavità (F. Miotto, R. Bee, G. Gianeselli, E. Foggiato e G. Garna nel 1973; 600 m, V e VI su roccia buona) e la terza scala direttamente la parete della cima est (A. Bianchet e J. Da Rold nel 2006; 300 m, IV e V, roccia buona). Tutte le vie sono difficili da raggiungere e solo per impervi viàz di camosci.